# Mike Bennett (catch)
Pour les articles homonymes, voir Michael Bennett et Bennett.
Michael Bennett (né le 16 mai 1985 à Carver) est un catcheur (lutteur professionnel) américain.

## Carrière

### Ring Of Honor (2008-2015)

#### Débuts, ROH Top Prospect Tournament et course au ROH TV Championship (2008-2012)
Il fait ses débuts à la ROH à ROH Proving Ground le 11 janvier en battant Rhett Titus dans un dark match et plus tard dans la soirée, il perd contre Daniel Puder. Lors de ROH Bedlam In Beantown du 11 avril, il perd contre Jason Blade.

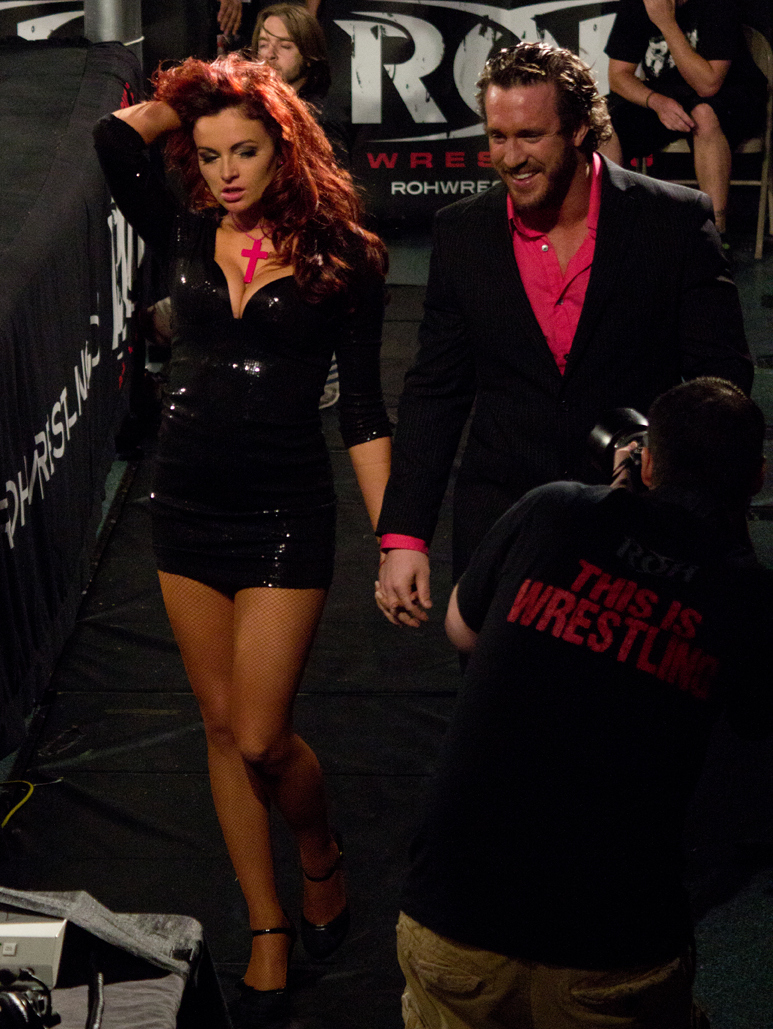
Mike Bennett accompagné par sa petite amie Maria Kanellis en 2012.

Il revient à la ROH en signant un contrat en août 2010. Le 10 septembre, il perd contre Roderick Strong. Il obtient sa première victoire le 17 décembre face à Colt Cabana.
Il participe ensuite au premier ROH Top Prospect Tournament. En janvier et février 2011, il bat successivement Adam Cole, Andy Ridge et Kyle O'Reilly et remporte ce tournoi. En parallèle à ce tournoi il entame une feud avec Steve Corino. Lors de 9th Anniversary Show, il bat Grizzly Redwood, Kyle O'Reilly et Steve Corino dans un Four Corners Survival match. Grâce à sa victoire lors du tournoi, il obtient une chance pour le ROH World Television Championship détenu par Christopher Daniels mais il perd le match le 17 mars lors de Defy Or Deny. Le lendemain, lors de Manhattan Mayhem IV, il bat Steve Corino et l'attaque après le match avec l'aide de son manager Bob Evans. Il bat à nouveau Steve Corino lors de Supercard of Honor VI.
Il décide ensuite de se lancer dans la course au ROH World Television Championship. Lors de Best in the World 2011, il perd contre Jay Lethal. Lors de Death Before Dishonor IX, il perd contre Shelton Benjamin. Le 1er octobre, il affronte à nouveau Jay Lethal pour le ROH TV Championship mais le match se termine en match nul. À la suite de ce match, il s'autoproclame comme étant le vrai champion. Lors de Final Battle 2011, il perd contre Jay Lethal et El Generico et ne remporte pas le ROH World Television Championship. Le 7 janvier 2012, il perd à nouveau contre Jay Lethal pour le titre.
Lors de 10th Anniversary Show, il bat Homicide. Le 30 mars, lors de Showdown in the Sun, il bat Lance Storm. Storm prend sa revanche en battant Bennett lors de Border Wars 2012. Le 24 juin, lors de Best in the World 2012, il perd contre Mike Mondo. Lors de Boiling Point, il fait équipe avec Maria Kanellis et perdent par soumission face à Eddie Edwards et Sara Del Rey dans un Mixed Tag Team match. Le 13 octobre, lors de Glory by Honor XI, il bat Mike Mondo. Le 16 décembre, lors de Final Battle : Doomsday, il bat Jerry Lynn, qui disputait son dernier match à la ROH.

#### Retour et rivalité avec Kevin Steen (2013-2014)
Il fait son retour en participant pour le tournoi pour le ROH World Championship. Il blesse B.J. Whitmer à la suite d'un piledriver et accède au tour suivant mais perd ensuite contre Tommaso Ciampa le 17 août. Le 20 septembre, lors de Death Before Dishonor XI, il perd avec Matt Taven et les reDRagon contre Adrenaline RUSH et C&C Wrestle Factory.
Il entame ensuite une rivalité avec Kevin Steen pour savoir lequel des deux catcheurs qui a le plus dangereux piledriver. Le 26 octobre, lors de Glory by Honor XII, il bat Kevin Steen. Le 14 décembre, lors de Final Battle (2013), il perd contre Kevin Steen dans un Strecher match et ne peut plus utiliser son piledriver comme prise de finition. Le 25 janvier 2014, lors de Wrestling's Finest, il bat The Romantic Touch.

#### The Kingdom, ROH World Tag Team Champion et départ (2014-2015)
Il s'allie ensuite avec Matt Hardy et Adam Cole. Le 8 février, il bat Mark Briscoe et réclame son frère Jay, mais le champion Adam Cole intervient en sa faveur. Il perd contre Jay Briscoe pour le ROH Real World Championship lors de 12th Anniversary Show. Le 8 mars, à Raising the Bar - Night 2, il bat Jay Lethal[réf. nécessaire]. Le 4 avril lors de Supercard of Honor VIII, il bat Mark Briscoe dans un No Disqualification match. Le lendemain, il fait équipe avec le champion Adam Cole et Matt Hardy et battent les Briscoe Brothers et Kevin Steen. Lors de Global Wars (2014), il bat ACH. Lors de War of the Worlds (2014), il perd contre Hiroshi Tanahashi. Le 22 juin, à Best in the World (2014), il fait équipe avec Matt Hardy et perdent contre les Briscoe Brothers. L'union forme par ce groupe de catcheurs se fait ensuite appelée The Kingdom. Lors de Field of Honor (2014), il bat Rocky Romero. Il dispute ensuite une série de matchs avec Matt Taven, qui a rejoint The Kingdom, notamment lors de 13th Anniversary Show, où ils battent Karl Anderson et The Addiction dans un Triple Threat Tag Team match. Cinq jours plus tard, ils battent The Young Bucks, cette victoire leur offrant une chance pour les ROH World Tag Team Championship détenu par les reDRagon à Supercard of Honor IX. Le 19 juin, à Best in the World (2015), ils perdent contre Bullet Club (A.J. Styles et The Young Bucks).
Le 18 septembre, à All Star Extravaganza VII, ils battent The Young Bucks et The Addiction et remportent les ceintures par équipes. Lors de Final Battle, ils perdent contre War Machine (Hanson et Raymond Rowe) et perdent leurs ROH World Tag Team Championship.
Il quitte la ROH le 19 décembre après les enregistrements télévisés de la ROH.

### New Japan Pro Wrestling (2014-2015)
Grâce à la relation entre la ROH et la NJPW, Bennett fait ses débuts pour la fédération le 10 août à Tokorozawa, Saitama, où lui et Adam Cole battent Captain New Japan et Jushin Thunder Liger.
Lors de Invasion Attack 2015, lui et Matt Taven battent Bullet Club (Doc Gallows et Karl Anderson) et remportent les IWGP Tag Team Championship,.

### Total Nonstop Action Wrestling (2016-2017)
Lors de l'édition d'Impact Wrestling du 29 mars 2016, lui, Matt Hardy et Tyrus battent Beer Money, Inc. (James Storm et Bobby Roode) et Ethan Carter III. Lors de l'édition d'Impact Wrestling du 26 avril, il bat Ethan Carter III et met fin à la série d'invincibilité de ce dernier. Lors de Slammiversary (2016), il perd contre Ethan Carter III. Lors de l'édition d'Impact Wrestling du 21 juin 2016, il bat Eddie Edwards et remporte le TNA X Division Championship. Lors de l'édition d'Impact Wrestling du 28 juin 2016, il conserve son titre contre Braxton Sutter.
Le 1er mars 2017, il annonce son départ de la compagnie.

### World Wrestling Entertainment (2017-2020)

#### Débuts à Smackdown (2017-2018)
Il a fait sa première apparition à la WWE lors de Money In The Bank, sous le nom de Mike Kanellis avec sa femme Maria Kanellis.
Lors de l'épisode de SmackDown Live du 18 juillet 2017, il fait ses débuts sur le ring face à Sami Zayn, à la suite de plusieurs altercations dans les vestiaires. Lors de Battleground, il perd contre Sami Zayn. Le 25 juillet à SmackDown, il perd avec Aiden English contre Sami Zayn et Tye Dillinger. Le 29 août à SmackDown Live, il perd contre Bobby Roode. Le 3 octobre à SmackDown Live, il perd contre Bobby Roode.
Lors de WrestleMania 34, il perd la bataille royale en mémoire d'Andre The Giant au profit de Matt Hardy en se faisant éliminer par Sin Cara.

#### Raw (2018)
Lors du Superstar Shake-Up du 16 avril, il rejoint officiellement Raw.
Le 27 avril lors du WWE Greatest Royal Rumble, il entre en 6e position dans le Royal Rumble match mais se fait éliminer par Mark Henry.

#### 205 Live et renvoi (2018-2020)
Le 10 octobre, il fait ses débuts à 205 Live avec sa femme Maria Kanellis en attaquant Lince Dorado au cours de son match face à Lio Rush. Le 24 octobre à 205 Live, Kanellis remporte son premier match à 205 Live en battant Lince Dorado. Le 7 novembre à 205 Live, il perd avec TJP contre Lince Dorado et Kalisto.
Le 28 novembre à 205 Live, il perd contre Noam Dar après avoir reçu un coup de la part de Kalisto. Le 29 janvier 2019 à 205 Live, il perd contre Kalisto. Le 5 février à 205 Live, il perd contre The Brian Kendrick.
Le 17 février à 205 Live, il continue sa série de défaites en perdant contre Cedric Alexander. Le 26 mars à 205 Live, il bat Akira Tozawa. La semaine suivante à 205 Live, il perd contre Tozawa. Le 7 mai, Kanellis perd contre Tozawa lors d'un math sans disqualification.
Le 1er juillet à Raw, il perd avec sa femme, Maria contre Becky Lynch et Seth Rollins. Le 29 juillet à Raw, il bat R-Truth et devient le nouveau 24/7 Champion mais il perdra le titre quelques minutes au profit de sa femme Maria qui la forcé à se coucher pour la laisser gagner le titre  Le 16 septembre à Raw, il perd contre Ricochet. Plus tard dans la soirée, il perd contre Rusev. Le 24 septembre à SmackDown Live, il perd contre Chad Gable.
Le 15 avril 2020, la World Wrestling Entertainment annonce son licenciement et celui de sa femme, Maria Kanellis, en raison des restrictions d'effectif dues à la crise de COVID-19 dans le monde.

### Retour à la Ring of Honor (2020-2021)

#### Retour et The OGK (2020-2021)
Le 21 novembre 2020, il effectue son retour à la ROH en venant en aide à son ancien partenaire de Kingdom Matt Taven qui subissait les assauts de Vinny Marseglia et Bateman. L'équipe composée de Bennett & Taven se fait appelée OGK (Original Kingdom). Le 4 décembre, il effectue son retour dans le ring en battant VINCENT par disqualification. Après le match, une bagarre éclate entre Bennett & Taven et Bateman & VINCENT. Le 18 décembre lors de Final Battle, The OGK bat VINCENT & Bateman.
Lors de Honor For All 2021, lui et Matt Taven battent La Facción Ingobernable (Dragon Lee et Kenny King) et remportent les ROH World Tag Team Championship pour la deuxième fois. Lors de Final Battle 2021, ils perdent leur titres contre The Briscoe Brothers.

### National Wrestling Alliance (2021-...)
Le 2 novembre 2021, il fait ses débuts à la NWA avec Matt Taven en battant The Fixers (Jay Bradley et Wrecking Ball Legursky).

### Retour à Impact Wrestling (2022)

#### Honor No More et départ (2022)
Le 8 janvier 2022, lors de Hard to Kill, il fait son retour à Impact Wrestling avec Maria Kanellis, Matt Taven, PCO et Vincent en attaquant Eddie Edwards, Heath, Rhino, Rich Swann et Willie Mack après qu'ils ont remportés leur match.
Le 1er septembre à Impact, lui et Matt Taven battent The Good Brothers et remportent les Impact World Tag Team Championship.
Le 8 octobre 2022, il quitte la compagnie.

### The Wrestling Revolver (2022-...)
Le 9 juillet 2022, lors de Cage of Horrors, il fait ses débuts à la Wrestling Revolver avec Matt Taven en gagnant contre Steve Maclin et Westin Blake pour remporter les PWR Tag Team Championship.

## Palmarès
- Neo Revolution Grappling
  - 1 fois NRG Heavyweight Champion

- New England Wrestling Alliance
  - 1 fois NEWA Heavyweight Champion

- New Japan Pro Wrestling
  - 1 fois IWGP Tag Team Champion avec Matt Taven

- Northeast Championship Wrestling
  - 1 fois NCW Tag Team Champion avec Chris Venom et Johnny Idol

- Pro Wrestling Experience
  - 1 fois PWE United States Champion

- Ring of Honor
  - 2 fois ROH World Tag Team Champion avec Matt Taven
  - ROH Top Prospect Tournament (2011)
  - Honor Rumble (2014)

- The Wrestling Revolver
  - 1 fois PWR Tag Team Champion avec Matt Taven (actuel)

- Total Nonstop Action Wrestling/Impact Wrestling
  - 1 fois TNA X-Division Champion
  - 1 fois Impact World Tag Team Champion avec Matt Taven

- Top Rope Promotions
  - 1 fois TRP Heavyweight Champion
  - 1 fois TRP Tag Team Champion avec Bryce Andrews
  - Kowalski Cup (2006)
- World Wrestling Entertainment
  - 2 fois WWE 24/7 Champion

## Récompenses des magazines
- Pro Wrestling Illustrated

| Année | 2011 | 2012 | 2013 | 2014 | 2015 | 2016 | 2017 | 2018 | 2019 | 2020       | 2021 | 2022 | 2023 |
| ----- | ---- | ---- | ---- | ---- | ---- | ---- | ---- | ---- | ---- | ---------- | ---- | ---- | ---- |
| Rang  | 114  | 78   | 85   | 103  | 82   | 51   | 154  | 359  | 296  | Non classé | 300  | 306  | 367  |